# Рабб, Жан Франсуа
Жан Франсуа Рабб (фр. Jean François Rabbe; 1757—1832) — французский военный деятель, полковник (1803 год), участник революционных и наполеоновских войн.

## Биография
Поступил на военную службу 8 марта 1775 года солдатом в полк Артуа. 16 июня 1782 года стал капралом, 1 мая 1785 года – сержантом, 11 февраля 1787 года – тамбур-мажором, 31 мая 1792 года – младшим лейтенантом и 24 сентября 1793 года – лейтенантом. С 1792 по 1795 год сражался в рядах Рейнской армии. Затем был переведён в гренадеры гвардии национального представительства 16 октября 1795 года.
11 ноября 1796 года стал капитаном штаба. 3 января 1800 года его часть вошла в состав гвардии Консулов. Он совершил в этом году кампанию в Италии с резервной армией и получил огнестрельную рану в правую ногу 14 июня 1800 года во время битвы при Маренго. 9 декабря 1801 года был произведён в командиры батальона, и прикреплён в этом качестве 24 марта 1803 года к специальной военной школе.
Он был повышен до звания полковника 26 июля 1803 года, и возглавил 2-й пехотный полк муниципальной гвардии Парижа. В марте 1804 года участвовал в суде над герцогом Энгиенским. В октябре 1806 года началось формирование сводного походного полка в 1212 человек под командованием полковника Рабба для участия в войне против Пруссии и России. Полк прибыл в Кассель, затем в Гамбург. В январе 1807 года расположился под стенами Данцига, и принял участие в осаде крепости. Рабб возглавил атаку, позволившую занять остров Холм, что завершило окружение города. Затем участвовал в победе над русскими 15 мая, пытавшимися вырваться из города. После сдачи фельдмаршала Калькройта и захвата города, полк Рабба стал частью резервного корпуса маршала Ланна, который оказался на переднем крае битвы при Фридланде. В течение девяти часов выдерживал атаки многократно превосходивших его русских войск.
23 октября 1812 года беглый генерал Мале предпринял попытку государственного переворота. Он предстал перед персоналом муниципальной гвардии, объявив о смерти Наполеона и ложным сенатусконсультом поставил гвардейцев под своё управление. Мале передал Раббу приказ занять Сенат, дворец, казначейство, банк, городские заставы. Рабб направил солдат для исполнения. Обратившись к парижскому коменданту Юлену с сообщением о смерти Императора и учреждении временного правительства, но встретив недоверие, Мале выстрелил коменданту в лицо и тяжело ранил его в челюсть. Полицейский генерал Пак и адъютант Лаборд сумели обезоружить и арестовать Мале. К утру заговор был подавлен. В результате Парижская гвардия была распущена, а полковник Рабб приговорён 29 октября военной комиссией к смертной казни и отстранён от службы. Император, принимая во внимание долгую и верную службу Рабба, заменил казнь бессрочным заключением.
Во время первой Реставрации король Людовик XVIII помиловал Рабба 11 мая 1814 года и восстановил его в армии. Он ушел в отставку 18 октября 1815 года.

## Награды
Легионер ордена Почётного легиона (25 марта 1804 года)
 Офицер ордена Почётного легиона (14 июня 1804 года)